# Aphonopelma schmidti
Aphonopelma schmidti är en spindelart som beskrevs av Smith 1995. Aphonopelma schmidti ingår i släktet Aphonopelma och familjen fågelspindlar. Inga underarter finns listade i Catalogue of Life.